# Nowackiite
La nowackiite è un minerale che deriva il suo nome da Werner Nowacki (1909–1989), mineralogista svizzero. È molto simile alla binnite, ma l'analisi ai raggi X ha rivelato una struttura simile a quella della sfalerite.

## Abito cristallino
Granulare, grani aventi stessi parametri dimensionali.

## Origine e giacitura
Idrotermalismo su rocce dolomitiche insieme ad altri solfuri di piombo ed arsenico. In associazione con dolomia e sfalerite.

## Forma in cui si presenta in natura
Granuli grigio piombo su substrato di sfalerite.